# Montgomery Clift
Montgomery Clift (n. 17 octombrie 1920 – d. 23 iulie 1966) a fost un actor american de film.
A jucat pe Brodway și a fost membru fondator al Actors Studio (1947). A debutat în filmul Căutarea (The Search, 1948).

## Filmografie selectivă
- 1948 The Search, regia Fred Zinnemann : Ralph 'Steve' Stevenson
- 1948 Râul roșu (Red River), regia Howard Hawks : Matthew 'Matt' Garth
- 1949 The Heiress (Morris Townsend), regia William Wyler
- 1950 The Big Lift, regia George Seaton : Technical Sergeant Danny MacCullough
- 1951 Un loc sub soare (A Place in the Sun), regia George Stevens : George Eastman
- 1953 Mărturisirea (I Confess), regia Alfred Hitchcock : Fr. Michael William Logan
- 1953 Gara Termini (Stazione Termini), regia Vittorio De Sica : Giovanni Doria
- 1953 De aici în eternitate (From Here to Eternity), regia Fred Zinnemann : Pvt. Robert E. Lee 'Prew' Prewitt
- 1957 Raintree County, regia Edward Dmytryk : John Wickliff Shawnessy
- 1958 Lonelyhearts, regia Vincent J. Donehue :  /Adam White
- 1958 Tinerii lei/Destine (The Young Lions), regia Edward Dmytryk : Noah Ackerman
- 1959 Brusc, vara trecută (Suddenly, Last Summer), regia Joseph L. Mankiewicz : Dr. John Cukrowicz
- 1960 Wild River, regia Elia Kazan : TVA agent Chuck Glover
- 1961 Inadaptații (The Misfits), regia John Huston : Perce Howland
- 1961 Procesul de la Nürnberg (Judgment at Nuremberg), regia Stanley Kramer : Rudolph Petersen
- 1962 Freud: The Secret Passion (Freud: The Secret Passion), regia John Huston : Sigmund Freud
- 1966 Spionul (The Defector), regia Raoul Lévy : Prof. James Bower (rol final de film)

## Premii și nominalizări
| An   | Film                                        | Rol                               | Regizor        | Note |
| ---- | ------------------------------------------- | --------------------------------- | -------------- | --- |
| 1948 | The Search                                  | Ralph 'Steve' Stevenson           | Fred Zinnemann | Nominalizare – Academy Award for Best Actor |
| 1951 | Un loc sub soare                            | George Eastman                    | George Stevens | Nominalizare – Academy Award for Best Actor |
| 1953 | De aici în eternitate From Here to Eternity | Pvt. Robert E. Lee 'Prew' Prewitt | Fred Zinnemann | Nominalizare – Academy Award for Best Actor |
| 1961 | Judgment at Nuremberg                       | Rudolph Petersen                  | Stanley Kramer | Nominalizare – Academy Award for Best Supporting Actor Nominalizare – BAFTA Award for Best Actor in a Leading Role Nominalizare – Golden Globe Award for Best Supporting Actor – Motion Picture |